# МЦ 7
МЦ 7 — семейство советских и российских двуствольных охотничьих ружей и штуцеров высокого класса.

## История
Первый образец семейства МЦ-7 был разработан ЦКИБ СОО в конце 1950х годов как спортивное оружие, однако в дальнейшем в конструкцию винтовки МЦ 7-1 были внесены изменения и с 1960 года они выпускались в качестве охотничьего оружия.
В 1950е - 1960е годы выпускались штуцера МЦ-7 под патроны калибра 6,5 и 7,62 мм, но в дальнейшем их выпуск был прекращён. В 1968 году был изготовлен первый штуцер МЦ 7-09.
МЦ 7 входило в число самых дорогих образцов советского спортивно-охотничьего оружия
- в августе 1981 года цена гладкоствольных ружей МЦ-7 составляла около 1 тыс. рублей, цена штуцеров - 1200 рублей[4].
- в декабре 1987 года цена ружья МЦ7-20 составляла 1500 рублей, ружья МЦ7-12 - 1700 рублей, штуцеров МЦ7-07 и МЦ7-09 - 1800 рублей[6].

В 2020 году ЦКИБ СОО производило по заказам только спортивное ружьё МЦ7-12С (стоимость которого в стандартном исполнении составляла 184 000 рублей, а украшенного гравировкой - 214 000 рублей).

## Описание
МЦ-7 представляет собой бескурковое двуствольное охотничье оружие с вертикальным расположением стволов. Стволы отъёмные, изготовлены из легированной стали. Цевье отъёмное.
Соединение стволов с коробкой - ствольными крюками, осью шарнира и цевьем, а запирание - рамкой, входящей в паз подствольного крюка.
Ударно-спусковой механизм с двумя спусковыми крючками расположен в колодке и смонтирован на отдельном основании. Бойки выполнены отдельно от курков. 
Курки взводятся при открывании стволов. Предохранитель автоматический, запирает спусковые крючки, имеются интерсепторы.
Ружьё снабжено эжектором. Останов рычага запирания фиксирует последний при открытых отделенных от ствольной коробки стволах (с целью облегчения сборки ружья при его чистке и смазке).
Ложа - с пистолетной или прямой формой шейки, с выступом или без выступа под щеку, изготавливалась из лакированной ореховой древесины.
Штуцера помимо открытого стоечного прицела с мушкой (пристрелянного на 100 метров) комплектовались четырехкратным оптическим прицелом ПО4х34 (которые производил Загорский оптико-механический завод).
МЦ-7 рассчитано на применение ружейных патронов в бумажных, пластмассовых и металлических гильзах.

## Варианты и модификации
- МЦ 7-1 - первая модель, 6,5-мм двуствольная спортивная винтовка с 750-мм стволами и диоптрическим прицелом. Масса оружия 4 - 5 кг[1]
- МЦ 7-01 - вторая модель, 6,5-мм двуствольная охотничья винтовка с 600-мм стволами (масса 3,25 - 3,75 кг)[1]
- МЦ 7-02 - третья модель, двуствольная охотничья винтовка под патрон 7,62 × 54 мм R с 600-мм стволами (масса 3,5 - 4,0 кг)[1]
- МЦ 7-07 - двуствольная охотничья винтовка под патрон 7,62×51 мм с 600-мм стволами[6][2] с четырьмя правосторонними нарезами. Производилась с 1980 года[8]
- МЦ 7-09 - двуствольная охотничья винтовка под патрон 9 × 53 мм R с 600-мм стволами с шестью правосторонними нарезами. Производилась с 1983 года[8]. Масса 3,4 - 3,6 кг[6][2]. Комплектовалась оптическим прицелом ПО-4-1 и резиновым затыльником-амортизатором на прикладе (в этой комплектации масса оружия увеличивалась до 3,7 кг)[5]
- МЦ 7-12 - гладкоствольное охотничье ружьё под патрон 12/70 мм с 750-мм стволами (масса 3,0 - 3,3 кг)[6]. Сверловка верхнего ствола с дульным сужением 1 мм, нижнего - с дульным сужением 0,5 мм[2]
- МЦ 7-12С - спортивное ружьё для стрельбы на круглом и траншейном стенде, вариант МЦ 7-12 с другим ударно-спусковым механизмом (установлен УСМ с одним спусковым крючком и переключателем очередности выстрелов)[9]
- МЦ 7-17 - комбинированное ружьё со стволами под патроны 12/70 мм и 7,62 × 54 мм R[10]
- МЦ 7-20 - гладкоствольное охотничье ружьё под патрон 20/70 мм с 675-мм стволами (масса 2,6 - 2,9 кг)[6]. Сверловка верхнего ствола с дульным сужением 0,8 мм, нижнего - с дульным сужением 0,5 мм[2]